# Symphlebia ipsea
Symphlebia ipsea là một loài bướm đêm thuộc phân họ Arctiinae, họ Erebidae.